# Pla de l'Avellà
El Pla de l'Avellà és una entitat de població pertanyent al municipi de Cabrera de Mar i de Vilassar de Mar. Està situat a l'extrem més meridional del terme municipal, sobre el litoral i fregant el límit amb el municipi de Vilassar de Mar.
Les primeres edificacions daten de finals dels anys 50i eren edificis d'apartaments i cases unifamiliars per a segones residències, generalment de gent provinent de Barcelona i la seva àrea metropolitana, construïts al voltant de la masia de Can Puig i de la masia de Ca l'Avellà.
A mitjans dels anys 80, el creixement de la trama urbana de Vilassar de Mar fins al seu límit amb Cabrera de Mar força també la urbanització de tota l'àrea pertanyent a aquest segon municipi (ocupada fins aleshores per camps de conreus), inclosa la riera dels Vinyals (actualment Rambla dels Vinyals). Aquest nou veïnat s'anomenarà Pla de l'Avellà.